# Salud

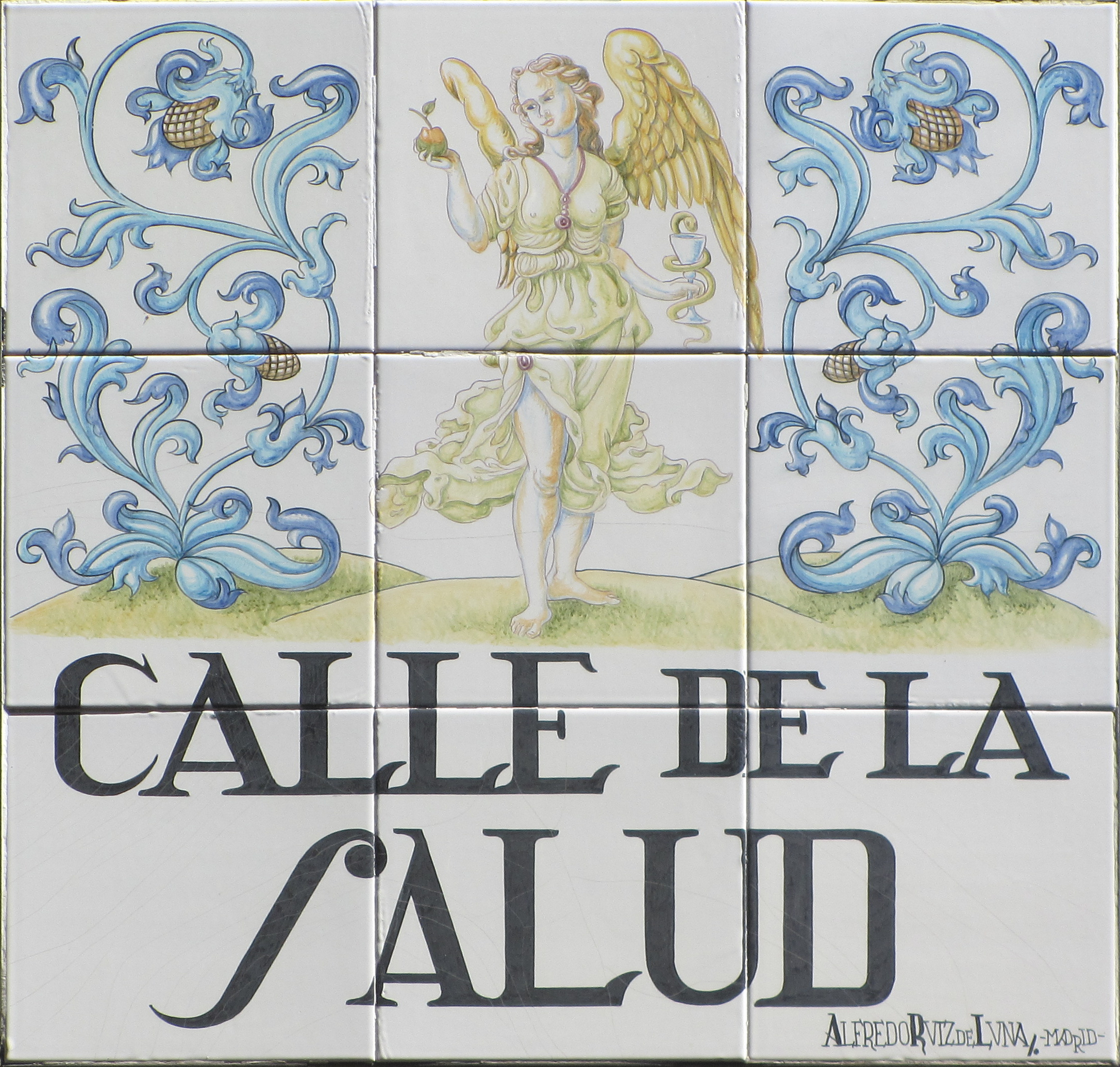
Calle de la Salud en Madrid (España).

La salud (del latín salus, -utis) es un estado de bienestar que puede ser visto a nivel subjetivo (un ser humano asume como aceptable el estado general en el que se encuentra) o a nivel objetivo (se constata la ausencia de enfermedades o de factores dañinos en el sujeto en cuestión). El término salud se contrapone al de enfermedad, y es objeto de especial atención por parte de la medicina y de las ciencias de la salud.

## Historia
El significado de la salud ha evolucionado con el tiempo. De acuerdo con la perspectiva del modelo biomédico, las primeras definiciones de salud se centraban en el tema de la capacidad de funcionamiento del cuerpo; la salud se consideraba un estado de funcionamiento normal que podía verse alterado de vez en cuando por la enfermedad. Un ejemplo de esta definición de salud es: "un estado caracterizado por la integridad anatómica, fisiológica y psicológica; la capacidad de desempeñar roles familiares, laborales y comunitarios personalmente valorados; la capacidad de hacer frente al físico, biológico, psicológico y estrés social". Luego, en 1948, en un cambio radical de las definiciones anteriores, la Organización Mundial de la Salud (OMS) propuso una definición que apuntaba más alto: vincular la salud con el bienestar, en términos de "bienestar físico, mental y social, y no sólo la ausencia de enfermedades y dolencias". Aunque esta definición fue acogida por algunos como innovadora, también fue criticada por ser vaga, excesivamente amplia y por no considerarse medible. Durante mucho tiempo, se dejó de lado como un ideal poco práctico y la mayoría de los debates sobre la salud volvieron a la practicidad del modelo biomédico.
Al igual que se pasó de considerar la enfermedad como un estado a pensar en ella como un proceso, el mismo cambio se produjo en las definiciones de salud. Una vez más, la OMS desempeñó un papel destacado al fomentar el desarrollo del movimiento de promoción de la salud en la década de 1980. Esto aportó una nueva concepción de la salud, no como un estado, sino en términos dinámicos de resiliencia, es decir, como "un recurso para vivir". En 1984, la OMS revisó la definición de salud y la definió como "el grado en que un individuo o grupo es capaz de realizar sus aspiraciones y satisfacer sus necesidades, así como de cambiar o hacer frente a su entorno". La salud es un recurso para la vida cotidiana, no el objetivo de la vida; es un concepto positivo, que hace hincapié en los recursos sociales y personales, así como en las capacidades físicas". Así, la salud se refería a la capacidad de mantener la homeostasis y recuperarse de las agresiones. La salud mental, intelectual, emocional y social se refería a la capacidad de una persona para manejar el estrés, para adquirir habilidades, para mantener relaciones, todo lo cual forma recursos para la resiliencia y la vida independiente. Esto abre muchas posibilidades para que la salud sea enseñada, fortalecida y aprendida.
Desde finales de la década de 1970, el programa federal (EEUU) Gente saludable o Healthy People (en:) ha sido un componente visible del enfoque de Estados Unidos para mejorar la salud de la población. En cada década, se publica una nueva versión de Healthy People, presentando metas actualizadas e identificando áreas temáticas y objetivos cuantificables para la mejora de la salud durante los diez años siguientes, con una evaluación en ese momento de los avances o la falta de ellos. Los avances han sido limitados en muchos objetivos, lo que ha suscitado dudas sobre la eficacia de Healthy People a la hora de determinar los resultados en el contexto de un sistema sanitario estadounidense descentralizado y descoordinado. Healthy People 2020 da más importancia a la promoción de la salud y a los enfoques preventivos y añade un enfoque sustantivo sobre la importancia de abordar los determinantes sociales de la salud. Una nueva interfaz digital ampliada facilita el uso y la difusión en lugar de los voluminosos libros impresos que se producían en el pasado. El impacto de estos cambios en Healthy People se determinará en los próximos años.
Las actividades sistemáticas para prevenir o curar los problemas de salud y promover la buena salud en los seres humanos son llevadas a cabo por encargados de la atención médica. Las aplicaciones con respecto a la salud de los animales están cubiertas por la ciencias veterinarias. El término "saludable" también se utiliza ampliamente en el contexto de muchos tipos de organizaciones no vivas y sus impactos en beneficio de los seres humanos, como en el sentido de comunidades saludables, ciudad saludable o  medio ambiente saludable. Además de las intervenciones de atención sanitaria y el entorno de una persona, se sabe que hay otros factores que influyen en el estado de salud de los individuos, como sus antecedentes, su estilo de vida y sus condiciones económicas, sociales y su espiritualidad; estos factores se denominan "determinantes de la salud". Los estudios han demostrado que los altos niveles de estrés pueden afectar a la salud humana.
En la primera década del siglo XXI, la conceptualización de la salud como una capacidad abrió la puerta a que las autoevaluaciones se convirtieran en los principales indicadores para juzgar el desempeño de los esfuerzos destinados a mejorar la salud humana. También creó la oportunidad de que toda persona se sienta sana, incluso en presencia de múltiples enfermedades crónicas, o de una condición terminal, y de que se reexaminen los determinantes de la salud, alejándose del enfoque tradicional que se centra en la reducción de la prevalencia de las enfermedades.

## Definiciones

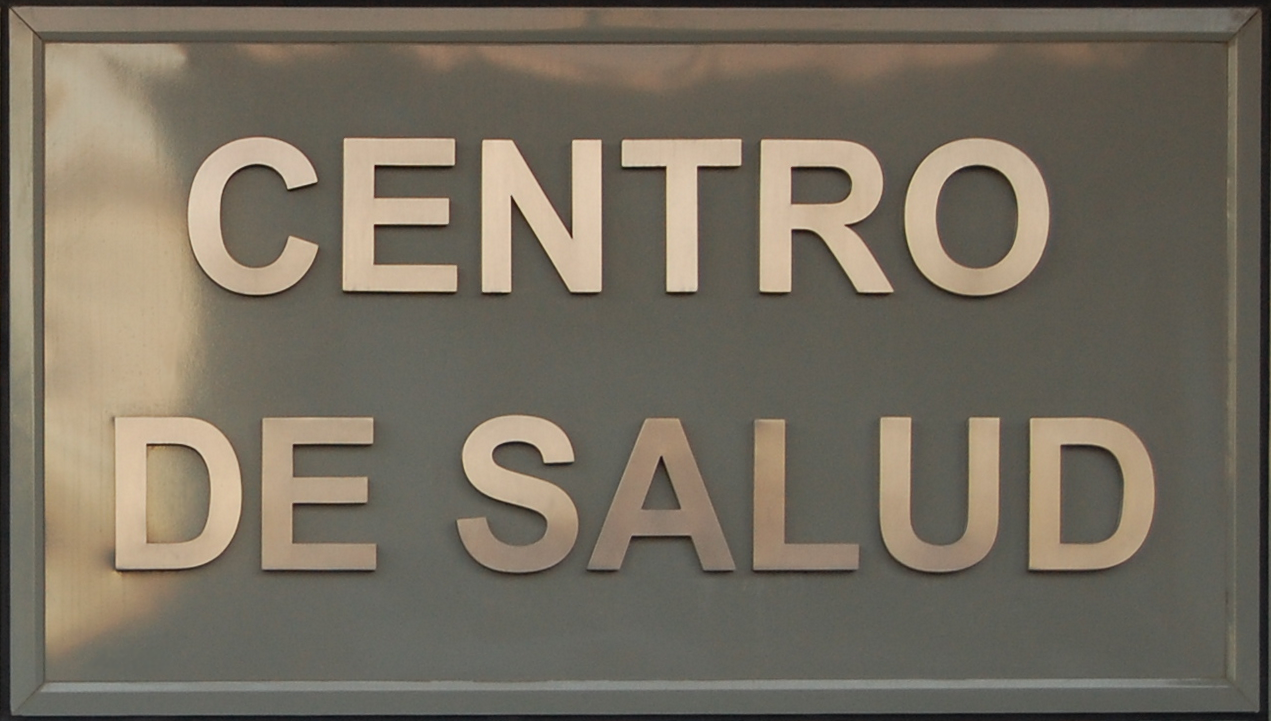
Centro de Salud en Alcalá de Henares (España).

La salud es un estado de completo bienestar físico, mental y social, no solamente la ausencia de enfermedad o dolencia, según la definición presentada por la Organización Mundial de la Salud (OMS) en su constitución aprobada en 1948 (Algunos autores consideran esta definición como subjetiva al equiparar la salud con el bienestar y no tomar en cuenta estados de salud alterados que pueden ser compatibles con un estado de bienestar por un lado, y por otro lado, la consideran como una visión estática y no dinámica de la salud de un individuo olvidando que un individuo puede tener diferentes estados de salud). Este concepto se amplía a: La salud es un estado de completo bienestar físico, mental y social, y no solamente la ausencia de afecciones o enfermedades. En la salud, como en la enfermedad, existen diversos grados de afectación y no debería ser tratada como una variable dicotómica. Así, se reformularía de la siguiente manera: La salud es un estado de bienestar físico, mental y social, con capacidad de funcionamiento, y no sólo la ausencia de afecciones o enfermedades. También puede definirse como el nivel de eficacia funcional o metabólica de un organismo tanto a nivel micro (celular) como a nivel macro (social).
Dentro del contexto de la promoción de la salud, la salud ha sido considerada no como un estado abstracto, sino como un medio para llegar a un fin, como un recurso que permite a las personas llevar una vida individual, social y económicamente productiva. La salud es un recurso para la vida diaria, no el objetivo de la vida. Se trata de un concepto positivo que acentúa los recursos sociales y personales, así como las aptitudes físicas.

La salud se mide por el impacto que una persona puede recibir sin comprometer su sistema de vida. Así, el sistema de vida se convierte en criterio de salud. Una persona sana es aquella que puede vivir sus sueños no confesados plenamente....
Moshé Feldenkrais

La salud es principalmente una medida de la capacidad de cada persona de hacer o de convertirse en lo que quiere ser....
René Dubos

La salud es el equilibrio dinámico de los factores de riesgo entre el medio y dentro de ciertos parámetros....
John De Saint

La forma física es la capacidad que tiene el cuerpo para realizar cualquier tipo de ejercicio donde muestra que tiene resistencia, fuerza, agilidad, habilidad, coordinación y flexibilidad.
Existe también la salud mental, la cual se caracteriza por el equilibrado estado emocional de una persona y su autoaceptación (gracias al autoaprendizaje y al autoconocimiento); en términos clínicos, es la ausencia de cualquier tipo de enfermedad mental. 
Estas definiciones han sido cuestionadas ya que se la considera una definición ideal, puesto que no toda la población alcanzaría ese estado. Hoy asumimos que la salud es un proceso en el cual el individuo se desplaza sobre un eje salud-enfermedad acercándose a uno u otro extremo según se refuerce o rompa el equilibrio.
La salud se concibe como la posibilidad que tiene una persona de gozar de una armonía biopsicosocial, en interacción dinámica con el medio en el cual vive.

### Nivel subjetivo
No obstante, el concepto de salud (buena salud) es subjetivo. Muchas personas se han acostumbrado a vivir con un estado de mala salud crónica como si fuera normal, influenciadas por el entorno social o familiar, sus vivencias personales que le imposibilitan contrastar con una situación de buena salud y, en ocasiones, la falta de apoyo o soluciones por parte de los profesionales de la salud, entre otras razones. Este hecho está impidiendo el reconocimiento y diagnóstico de trastornos que, sin tratamiento, pueden provocar consecuencias graves sobre la salud. Como ejemplos destacados cabe citar la enfermedad celíaca o la malnutrición en personas de edad avanzada. Asimismo, esta aceptación de una mala salud crónica como algo esperable o normal y la falta de concienciación acerca de la importancia de la prevención, conducen a un bajo seguimiento de los tratamientos prescritos en enfermedades crónicas diagnosticadas, con las consiguientes repercusiones negativas sobre la salud.

### Salud plena e integral
Algunos proponen la denominación de “salud plena e integral”, que abarca todos los aspectos del ser humano, incluyendo lo ambiental y lo espiritual (intelectual y religioso), así como su interdependencia con el resto de los seres vivos que habitan el planeta.
Sostienen que la unión de nuestro cuerpo, nuestra alma (psique) y nuestro espíritu hace que estemos “en vida” y que vivamos al modo “humano”, es decir, que estamos en el mundo y que aspiramos ser libres.
De esta manera, nos encontramos transitando un nuevo camino, basado en conceptos relativamente recientes, pero ya consolidados en el tiempo, que pueden englobarse bajo la idea de que “la salud
es un compromiso de toda la sociedad en su conjunto”. Desplaza al clásico y tradicional binomio
“médico-paciente”, como resultado de un enfoque más social que involucra a muchos actores en un
escenario también más abierto, dinámico y global.
En este sentido, se propone una ampliación de la definición de salud de la OMS: “La salud es un estado completo de bienestar y no solamente la ausencia de afecciones o enfermedades”.

## Nutrición
La alimentación es el principal factor que influye sobre la salud. Para tener una buena salud se necesita mantener una dieta equilibrada, con una gran variedad de alimentos, lograr un equilibrio entre calorías, ingerir las comidas diarias recomendadas, entre otros. 
Podemos mirar en la pirámide alimentaria los alimentos para una nutrición sana y equilibrada.
Sin una nutrición saludable, se pueden contraer enfermedades como lo son: obesidad, desnutrición, etc.; se deben consumir pocas grasas y lípidos, muchas frutas y verduras, los productos de origen animal se deben consumir de manera regular, los cereales se deben consumir de manera constante, antes de cada comida se deben lavar frutas y verduras.
En la nutrición, un dato muy importante es la higiene que es necesaria para evitar enfermedades estomacales.
No debemos olvidar el ejercicio que sirve para una buena digestión.
También es muy importante no ponernos a dieta sin instrucciones de un especialista, ya que no es seguro.
Lo mejor, es comer todos los alimentos que nos ofrece la pirámide alimentaria, lo importante, es consumirlas en porciones adecuadas.
La Dieta mediterránea está considerada como altamente saludable, ya que algunos de los compuestos bioactivos presentes en ella incluyen compuestos fenólicos, isoprenoides y alcaloides que contribuyen a efectos saludables comúnmente asociados a dicha dieta.

## Ejercicio físico
La práctica regular de actividad física en cualquier edad produce un bienestar y mejora tanto en el estado de ánimo como físicamente.
El ejercicio físico es cualquier movimiento corporal repetido con el propósito de conservar la salud o mejorarla. A menudo también es dirigido hacia el mejoramiento de la capacidad atlética y/o la habilidad. El ejercicio físico regular es un componente necesario en la prevención de algunas enfermedades como problemas cardíacos, enfermedades cardiovasculares, Diabetes mellitus tipo 2, sobrepeso, dolores de espalda, entre otros.
El ejercicio físico se debe practicar con mesura y de forma equilibrada, prestando atención a los cambios físicos internos para aprender a comprender la relación causa-efecto entre el movimiento físico concreto y su efecto directo con los cambios internos percibidos. Recomendable porque puede llevar a un desgaste físico de ciertas partes del cuerpo. Por eso, cabe insistir en el equilibrio de fuerzas, tanto internas como externas, y a ello ayuda el autoconocimiento mediante un crítico autoanálisis (autoexámenes de conciencia mientras se desarrolla la actividad física). El ejercicio físico es necesario para una salud equilibrada; además, debe complementarse con una dieta equilibrada y una adecuada calidad de vida. Sus beneficios pueden resumirse en los siguientes puntos:
- Aumenta la vitalidad, por lo que proporciona más energía y capacidad de trabajo.
- Auxilia en el combate del estrés, ansiedad y depresión.
- Incrementa autoestima y autoimagen.
- Mejora tono muscular y resistencia a la fatiga.
- Facilita la relajación y disminuye la tensión.
- Quema calorías, ayudando a perder peso excesivo o a mantenerse en el peso ideal.
- Ayuda a conciliar el sueño.
- Fomenta la convivencia entre amigos y familiares, además de dar la oportunidad de conocer gente.
- Reduce la violencia en personas muy temperamentales.
- Favorece estilos de vida sin adicción al tabaco, al alcohol y a otras sustancias.
- Mejora la respuesta sexual.
- Atenúa la sensación de aislamiento y soledad entre ancianos.
- Fortalece los pulmones y con ello mejora la circulación de oxígeno en la sangre.
- Disminuye el colesterol y riesgo de infarto, y regulariza la tensión arterial.
- Es eficaz en el tratamiento de la depresión.
- Estimula la liberación de endorfinas, las llamadas "hormonas de la felicidad".
- Permite una distracción momentánea de las preocupaciones, con lo que se obtiene tranquilidad y mayor claridad para enfrentarlas más adelante.

La cantidad mínima para prevenir enfermedades es de 30 minutos diarios de actividad física moderada. Otros hábitos que deben combinarse con la realización de ejercicios son: la buena alimentación, el descanso adecuado, la higiene y evitar el consumo de sustancias perjudiciales para el organismo, como el tabaco, el alcohol y otros estimulantes.

## El descanso

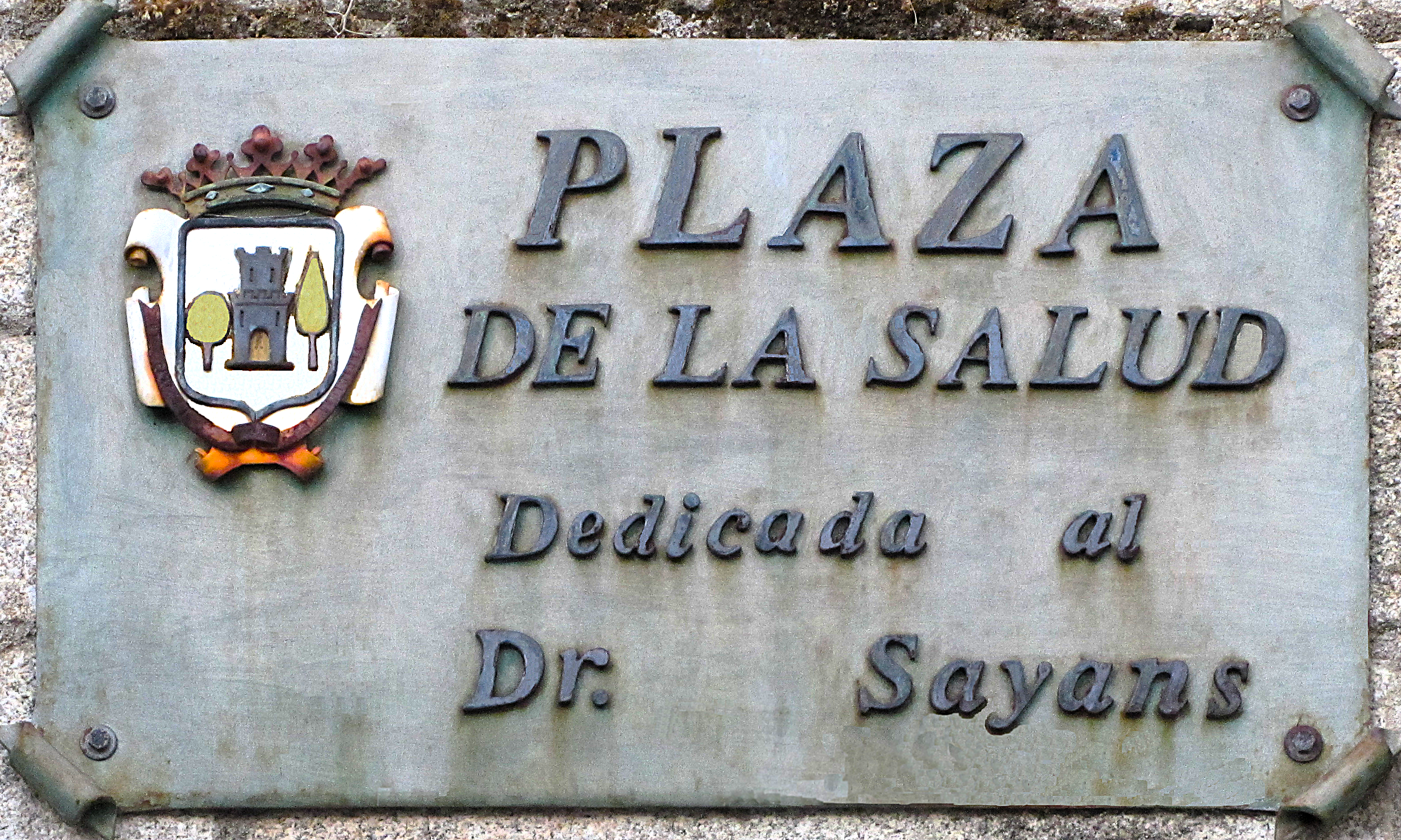
Plaza de la Salud, en Plasencia (Cáceres).

El descanso es necesario para que se produzcan en nuestro cuerpo las diferentes adaptaciones que aporta la actividad física y para que se produzca una mejora del rendimiento corporal. El tiempo de descanso varía dependiendo de la edad, por lo que no se puede generalizar que sean 8 horas, ya que para los niños de 3 a 5 años la cantidad recomendada es de 10-13 horas, de 6 a 13 años es de 9-11 horas, de 14 a 17 años es de 8-10 horas, 18 a 25 años descanso de 7-9 horas  al igual que para el  grupo de 26 a 64 años y para el adulto mayor (65 años en adelante)  de 7-8 horas al día.[cita requerida]

## Higiene
La higiene es el conjunto de conocimientos y técnicas que aplican los individuos para el control de los factores que ejercen o pueden ejercer efectos nocivos sobre su salud. La higiene personal es el concepto básico del aseo, de la limpieza y del cuidado del cuerpo humano.
La higiene es un elemento imprescindible para la salud, ya que mantiene la limpieza del cuerpo, los cabellos y los dientes, cosa que previene infecciones y enfermedades.

## Salud mental
La salud mental es un concepto que se refiere al bienestar emocional y psicológico del individuo. Merriam-Webster define salud mental como: «el estado del bienestar emocional y psicológico en el cual un individuo pueda utilizar sus capacidades cognitivas y emocionales, funcionar en sociedad, y resolver las demandas ordinarias de la vida diaria».
Según la OMS, no hay una definición oficial de salud mental. Las diferencias culturales, las evaluaciones subjetivas y la competición de teorías profesionales, hacen difícil definir "la salud mental". En general, la mayor parte de expertos advierten que la salud mental y las enfermedades mentales no son excluyentes. En otras palabras, la ausencia de un desorden mental reconocido, no es necesariamente un indicador de contar con salud mental (probablemente debido al desconocimiento de la gran variedad de estados mentales aún por definir, y la corta edad de la ciencia médica en general tal como la conocemos hoy en día, y en especial de la ciencia que intenta definir con más exactitud estos trastornos o complejos salud-enfermedad que proponen tanto la psicología como la psiquiatría).

## La personalidad saludable
En la Antigua Grecia nada se sabía de virus y bacterias, pero ya reconocían que la personalidad y sus características, desempeñan un rol fundamental en los orígenes de la enfermedad.
Galeno, una figura gigantesca del mundo antiguo, ya observó la existencia de un vínculo muy estrecho entre la melancolía y el cáncer de mama. De este modo, en estos primeros enfoques médicos, encontramos tempranamente un criterio holístico en la consideración de la salud y la enfermedad.
Platón remarcaba que la buena educación es la que tendía con fuerza a mejorar la mente juntamente con el cuerpo. Reconocía, de alguna manera, que la salud corporal conduce a la higiene mental, pero, al mismo tiempo, que el buen estado mental predispone al buen estado corporal. Así, establecía, específicamente, que el alma "buena", por su propia excelencia, mejora al cuerpo en todo sentido.
En los tiempos actuales, desde el siglo XX, especialmente, pero también desde mucho antes –e incluso en la medicina oriental antigua–, se comienza a reconocer la necesidad de concepción holística de la salud.
La concepción psicosomática nos obliga a atender nuestra interioridad como causa posible de perturbaciones del cuerpo. Esto es reconocido unánimemente por la clínica  occidental, que ve que en los consultorios un altísimo porcentaje de consultas responde a distorsiones de la mente o de la personalidad, en sentido amplio.
Este nuevo enfoque no es dualista a la manera cartesiana. Concibe al hombre como una unidad, en la que con mucha frecuencia anidan los poderes curativos, que estimulados, ayudan a resolver los problemas somáticos. La filosofía médica no materialista de este modo va incrementándose en el mundo en que pudo predominar la medicina convencional.

## Hábitos perjudiciales para la salud
Las conductas perjudiciales para la salud son aquellas acciones o hábitos que pueden tener consecuencias negativas en nuestro bienestar físico y mental. Entre las más destacadas se encuentran:
- El sedentarismo: La falta de actividad física está asociada con un aumento del riesgo de desarrollar enfermedades cardiovasculares, obesidad y diabetes tipo 2. Además, puede contribuir a niveles elevados de colesterol en sangre.

- Las posturas corporales incorrectas: Mantener posturas inadecuadas de forma prolongada, como sentarse sin mantener la espalda recta, puede provocar alteraciones musculoesqueléticas. Sin embargo, es importante destacar que la escoliosis es una deformidad estructural de la columna vertebral y no debe confundirse con una mala postura.

- El consumo de drogas: Las sustancias psicoactivas pueden alterar el funcionamiento normal del cerebro, llevando a la dependencia y a diversos trastornos de salud mental y física. La adicción es una enfermedad compleja pero tratable que afecta la función y el comportamiento del cerebro.

## Factores que influyen en la salud
Según el documento presentado por el  Ministro de Salud y Bienestar Nacional canadiense Marc Lalonde, realizado en 1974, existen cuatro determinantes generales que influyen en la salud, a los cuales llamó: biología humana, ambiente, estilo de vida y la organización del cuidado de la salud. De esta manera, la salud es mantenida por la ciencia y la práctica de medicina, pero también por esfuerzo propio. Forma física, una dieta saludable, manejar el estrés, dejar de fumar y de abusar de otras sustancias nocivas, entre otras medidas, son pasos para mejorar la salud. Por otra parte, el estilo de vida, «el conjunto de pautas de conducta y hábitos cotidianos de una persona», puede ser saludable o negativo para la salud y ser la causa de enfermedades. 
Tener una dieta equilibrada, que incluya todos los grupos de alimentos, y realizar actividad física moderada con regularidad (150 minutos de ejercicio a la semana) son factores clave en la mejora de salud; además de no fumar, tener un consumo moderado de alcohol, comer cinco piezas de frutas y verduras al día y tener un peso adecuando a la talla de la persona. Estos cambios en los hábitos de vida combatiría enfermedades cardiovasculares crónicas y diabetes.

### Biología humana
Es el estudio de la vida del ser humano o la información genética que cada individuo trae en sus genes, puede proteger o favorecer la aparición de enfermedades. Dentro del factor biológico podemos destacar las enfermedades adquiridas por el medio como el dengue o el mal de Chagas.

### Ambiente
Son todos aquellos factores que provienen del exterior y sobre los cuales el ser humano "no tiene control".
Un informe, publicado el 4 de marzo de 2008 por la Organización para la Cooperación y el Desarrollo Económico (OCDE), advierte que "la contaminación del aire va a tener efectos crecientes sobre la salud a nivel mundial"; y si no se hace nada para remediarlo –como ha venido sucediendo hasta ahora–, advierte, en 2030 "el número de fallecimientos prematuros relacionados con el ozono troposférico se multiplicará por cuatro."[cita requerida]

### Ambiente doméstico
Son todos aquellos factores que provienen del exterior y sobre los cuales el ser humano sí tiene control. Los productos químicos domésticos alteran gravemente el ambiente doméstico y pasan a las personas a través de los alimentos a los cuales contaminan fácilmente por estar almacenados en los mismos habitáculos durante periodos de tiempo.

### Vida saludable
Para realizar una vida saludable hay que seguir ciertas pautas tanto alimentarias como de hábitos de ejercicio físico.
En primer lugar, una dieta equilibrada requiere una ingesta controlada y equilibrada de verduras, frutas, legumbres y cereales –que contienen antioxidantes y fibra– y pescado, rico en ácidos grasos y omega 3. También son recomendables, en menor cantidad, carnes blancas, carnes rojas, con mucho control sobre estas últimas al contener grasas saturadas.
El ejercicio físico es imprescindible para quemar el exceso de calorías ingeridas y tonificar músculos y huesos con vistas a la vejez. Su práctica reduce la probabilidad de padecer enfermedades de corazón, enfermedades relacionadas con la presión arterial y con el colesterol elevado.
El alcohol y el tabaco son perjudiciales para la salud y su consumo excesivo representa un importante problema social debido a su gran expansión.

## Promoción de la salud
El proceso que permite fortalecer los conocimientos, actitudes de las personas para participar responsablemente en el cuidado de su salud y para optar por estilos de vida saludables, facilitando el logro y conservación de un adecuado estado de salud individual, familiar y colectivo mediante actividades de participación social, comunicativa y educativa para la salud.
El cuidado también está relacionado con la prevención. Te da el control sobre riesgos a enfermedades y cambia el estilo de vida a uno más saludable. Mientras sea acompañado por una dieta balanceada, crear una rutina de ejercicios y evitar situaciones que causen estrés, todo esto con el objetivo de disminuir el riesgo a enfermedades.
La salud y la educación no deben actuar como compartimientos estancos sino como vasos comunicantes entre sí y con el resto de la comunidad pues la educación mejora la salud de las personas.